# Sekidži Sasano
Sekidži Sasano (japonsky 笹野 積次) byl japonský fotbalista.

## Klubová kariéra
Hrával za Waseda WMW.

## Reprezentační kariéra
S japonskou reprezentací se zúčastnil Letních olympijských her 1936.